# الغدار (مسلسل)
الغدار (بالتركية: Gaddar)‏ من انتاج شركة آي يابيم ، صدرت الحلقة الأولى منه في 19 يناير 2024،  من إنتاج كيرم تشاتاي ، إخراج سنان أوزتورك، بطولة تشاتاي أولوسوي ، سمية آيدوغان وأونور سايلاك ، مسلسل تركي من نوعية أكشن وجريمة ودراما. يتميز هذا النوع من المسلسلات بالدراما والتشويق والإثارة ،كان مخطط يعرض موسمين لكن توقف عند الحلقة 20 بسبب نسبة المشاهدات المنخفضة.

## قصة المسلسل
داغان ( جاغاتاي أولوسوي )، الذي يعود من الجيش، يرى أن كل شيء في حيه مقلوب رأسًا على عقب. تحطمت عائلته وغادرت صديقته الحي. ينتهز كيرم ( أونور صايلك ) هذه الفرصة، ويلقب بالمدير، ويقدم له عرضًا وتتطور الأحداث.

## الشخصيات وطاقم العمل
| الممثل           | شخصية     | عن                                                                       |
| ---------------- | --------- | ------------------------------------------------------------------------ |
| شاتاي اولسوي     | داغان     | صديقة ايدان. ابن نورتن وداوود شقيق روزغار. الاسم الرمزي قاتم. صديق صمد . |
| سمية أيدوجان     | ايدن      | عاشق داغان. ينضم إلى ملكة الجمال بعد خدمته العسكرية.                     |
| أونور سايلاك     | مدير كيرم | رئيس داغان.                                                              |
| ألبير تشانكايا   | انور      | أبن المافيا اكبر بالتاشي                                                 |
| لاشين سيلان      | نورتن     | زوجة داود . والدة داغان وروزغار.                                         |
| إردال يلدز       | زافير     | عدو داغان.                                                               |
| هاكان ساليشميش   | داود      | زوج نورتن. والد داغان وروزغار.                                           |
| موغي بيرام أوغلو | سنجول     | زوجة صمد . والدة أوموت.                                                  |
| دنيز أوزرمان     | فكرية     | معلم داغان وأيدان.                                                       |
| نسليهان يلدان    | اويا      | والدة ايدان                                                              |
| فاتح بيرك شاهين  | روزكار    | ابن داود ونورتن. شقيق داغان.                                             |
| أوغور يلديران    | كورت      | رجل المدير كيرم وعيونه وآذانه.                                           |
| ايتك شايان       | جوركان    | المفوض .                                                                 |

## الأغاني
| #  | عنوان                  | المدة |
| -- | ---------------------- | ----- |
| 1. | "Gaddar (إركين كوراي)" |       |

## وقت العرض
| الموسم       | يوم البث والوقت | بداية الموسم  | نهائي الموسم | عدد الحلقات التي تم تصويرها | عدد المواسم | سنة النشر | قناة تلفزيونية |
| ------------ | --------------- | ------------- | ------------ | --------------------------- | ----------- | --------- | -------------- |
| الموسم الأول | الجمعة 20.00    | 19 يناير 2024 | 7 يونيو 2024 | 20                          | 1           | 2024      | فوكس           |

## روابط خارجية
- الغدار على موقع FOX الرسمي
- gaddartvresmi على تويتر.